# Maurice Matthews
Maurice Matthews (n. 21 iunie 1880, Londra, Regatul Unit al Marii Britanii și Irlandei – d. 20 iunie 1957, Bournemouth, Anglia, Regatul Unit) a fost un trăgător de tir ce a reprezentat Regatul Unit al Marii Britanii și al Irlandei de Nord, medaliat olimpic. A participat la o ediție a Jocurilor Olimpice (1908) în care a câștigat o medalie de aur și o medalie de argint.